# Чемпионат мира по хоккею с шайбой 1989
53-й чемпионат мира и 64-й чемпионат Европы по хоккею с шайбой 1989 года проходили в шведских городах Сёдертелье и Стокгольм с 15 апреля по 1 мая. В чемпионате участвовали 8 сборных (СССР, Швеция, Канада, Чехословакия, Финляндия, США,
Польша, ФРГ). На предварительном этапе каждая команда провела по одному матча с каждым соперником. По итогам первого этапа команды, занявшие с 1 по 4 места, провели между собой по одному матчу в групповом турнире (очки, набранные на предварительном этапе, не учитывались). Лучшая команда стала чемпионом мира. Команды, занявшие на предварительном этапе с 5 по 8 места, сыграли однокруговой турнир (очки, набранные на предварительном этапе, учитывались). Чемпионом Европы стала лучшая из европейских команд по итогам предварительного этапа.

## Предварительный этап

### Результаты матчей
| Дата      | Встреча                  | Счёт                 |
| --------- | ------------------------ | -------------------- |
| 15 апреля | Чехословакия — ФРГ       | 3:3 (0:1, 1:2, 2:0)  |
| 15 апреля | СССР — США               | 4:2 (2:2, 0:0, 2:0)  |
| 15 апреля | Канада — Финляндия       | 6:4 (2:1, 1:1, 3:2)  |
| 15 апреля | Швеция — Польша          | 5:1 (1:0, 2:1, 2:0)  |
| 16 апреля | Финляндия — Чехословакия | 1:3 (0:1, 1:1, 0:1)  |
| 16 апреля | США — Швеция             | 2:4 (1:0, 0:0, 1:4)  |
| 16 апреля | Канада — Польша          | 11:0 (2:0, 7:0, 2:0) |
| 16 апреля | ФРГ — СССР               | 1:5 (0:1, 0:2, 1:2)  |
| 18 апреля | Канада — США             | 8:0                  |
| 18 апреля | Чехословакия — Польша    | 15:0 (4:0, 8:0, 3:0) |
| 18 апреля | СССР — Финляндия         | 4:1 (1:1, 0:0, 3:0)  |
| 18 апреля | Швеция — ФРГ             | 3:3 (1:1, 2:0, 0:2)  |
| 19 апреля | СССР — Польша            | 12:1 (5:0, 5:1, 2:0) |
| 19 апреля | ФРГ — Канада             | 2:8 (1:2, 1:3, 0:3)  |
| 19 апреля | США — Чехословакия       | 0:5                  |
| 19 апреля | Финляндия — Швеция       | 3:6 (0:2, 0:3, 3:1)  |
| 21 апреля | Польша — Финляндия       | 2:7 (1:2, 1:2, 0:3)  |
| 21 апреля | СССР — Чехословакия      | 4:2 (1:1, 1:0, 2:1)  |
| 21 апреля | ФРГ — США                | 4:7 (0:0, 3:4, 1:3)  |
| 21 апреля | Швеция — Канада          | 6:5 (2:3, 2:1, 2:1)  |
| 22 апреля | Чехословакия — Швеция    | 3:3 (0:0, 0:0, 3:3)  |
| 22 апреля | Канада — СССР            | 3:4 (1:2, 1:1, 1:1)  |
| 23 апреля | США — Финляндия          | 3:3 (3:0, 0:1, 0:2)  |
| 23 апреля | Польша — ФРГ             | 5:3 (2:3, 3:0, 0:0)  |
| 24 апреля | Чехословакия — Канада    | 2:4 (0:1, 1:1, 1:2)  |
| 24 апреля | Швеция — СССР            | 2:3 (0:0, 2:2, 0:1)  |
| 25 апреля | Польша — США             | 1:6 (1:1, 0:1, 0:4)  |
| 25 апреля | Финляндия — ФРГ          | 3:1 (2:1, 1:0, 0:0)  |

### Итоги
| Место | Команда      | И | В | Н | П | Ш       | О  |
| ----- | ------------ | - | - | - | - | ------- | -- |
| 1     | СССР         | 7 | 7 | 0 | 0 | 36 — 12 | 14 |
| 2     | Швеция       | 7 | 4 | 2 | 1 | 29 — 20 | 10 |
| 3     | Канада       | 7 | 5 | 0 | 2 | 45 — 18 | 10 |
| 4     | Чехословакия | 7 | 3 | 2 | 2 | 33 — 15 | 8  |
| 5     | Финляндия    | 7 | 2 | 1 | 4 | 22 — 25 | 5  |
| 6     | США          | 7 | 2 | 1 | 4 | 20 — 29 | 5  |
| 7     | Польша       | 7 | 1 | 0 | 6 | 10 — 59 | 2  |
| 8     | ФРГ          | 7 | 0 | 2 | 5 | 17 — 34 | 2  |

## Игры за 1-4 место

### Результаты игр
| Дата      | Встреча               | Счёт                |
| --------- | --------------------- | ------------------- |
| 27 апреля | Чехословакия — СССР   | 0:1 (0:0, 0:0, 0:1) |
| 27 апреля | Швеция — Канада       | 3:5 (1:2, 2:2, 0:1) |
| 29 апреля | Швеция — Чехословакия | 1:2 (0:2, 0:0, 1:0) |
| 29 апреля | СССР — Канада         | 5:3 (3:1, 1:2, 1:0) |
| 1 мая     | Канада — Чехословакия | 4:3 (2:0, 2:3, 0:0) |
| 1 мая     | СССР — Швеция         | 5:1 (2:0, 1:1, 2:0) |

### Итоги
| Место | Команда      | И | В | Н | П | Ш       | О |
| ----- | ------------ | - | - | - | - | ------- | - |
|       | СССР         | 3 | 3 | 0 | 0 | 11 — 4  | 6 |
|       | Канада       | 3 | 2 | 0 | 1 | 12 — 11 | 4 |
|       | Чехословакия | 3 | 1 | 0 | 2 | 5 — 6   | 2 |
| 4     | Швеция       | 3 | 0 | 0 | 3 | 5 — 12  | 0 |

## Игры за 5-8 место

### Результаты матчей
| Дата      | Встреча            | Счёт                 |
| --------- | ------------------ | -------------------- |
| 26 апреля | Финляндия — ФРГ    | 3:0 (2:0, 1:0, 0:0)  |
| 26 апреля | США — Польша       | 11:2 (1:0, 2:1, 2:2) |
| 28 апреля | США — ФРГ          | 4:3 (2:2, 1:0, 1:1)  |
| 28 апреля | Польша — Финляндия | 0:4 (0:1, 0:3, 0:0)  |
| 30 апреля | ФРГ — Польша       | 2:0 (0:0, 1:0, 1:0)  |
| 30 апреля | Финляндия — США    | 6:2 (0:2, 3:0, 3:0)  |

### Итоги
| Место | Команда   | И  | В | Н | П | Ш       | О  |
| ----- | --------- | -- | - | - | - | ------- | -- |
| 5     | Финляндия | 10 | 5 | 1 | 4 | 35 — 27 | 11 |
| 6     | США       | 10 | 4 | 1 | 5 | 37 — 40 | 9  |
| 7     | ФРГ       | 10 | 1 | 2 | 7 | 22 — 41 | 4  |
| 8     | Польша    | 10 | 1 | 0 | 9 | 12 — 76 | 2  |

| Чемпион мира по хоккею с шайбой 1989 г. |
| --------------------------------------- |
| СССР двадцать первый титул              |

## Чемпионат Европы
| Место | Команда      | И | В | Н | П | Ш       | О  |
| ----- | ------------ | - | - | - | - | ------- | -- |
|       | СССР         | 5 | 5 | 0 | 0 | 28 — 7  | 10 |
|       | Чехословакия | 5 | 2 | 2 | 1 | 26 — 11 | 6  |
|       | Швеция       | 5 | 2 | 2 | 1 | 19 — 13 | 6  |
| 4     | Финляндия    | 5 | 2 | 0 | 3 | 15 — 16 | 4  |
| 5     | Польша       | 5 | 1 | 0 | 4 | 9 — 42  | 2  |
| 6     | ФРГ          | 5 | 0 | 2 | 3 | 11 — 19 | 2  |

| Чемпион Европы по хоккею с шайбой 1989 г. |
| ----------------------------------------- |
| СССР двадцать шестой титул                |

## Бомбардиры
| Игрок            | Сборная           | Голы | Пасы | Очки (г+п) |
| ---------------- | ----------------- | ---- | ---- | ---------- |
| Брайан Беллоуз   | Флаг Канады       | 8    | 6    | 14         |
| Владимир Ружичка | Флаг Чехословакии | 7    | 7    | 14         |
| Кари Ялонен      | Флаг Финляндии    | 5    | 9    | 14         |
| Кент Нильссон    | Флаг Швеции       | 3    | 11   | 14         |
| Вячеслав Быков   | Флаг СССР         | 6    | 6    | 12         |
| Стив Айзерман    | Флаг Канады       | 5    | 7    | 12         |
| Дэйл Хаверчук    | Флаг Канады       | 4    | 8    | 12         |

## Лучшие игроки
- Вратарь —  Доминик Гашек
- Защитник —  Вячеслав Фетисов
- Нападающий —  Брайан Беллоуз

## Символическая сборная турнира
- Доминик Гашек;
- Вячеслав Фетисов —  Андерс Эльдебринк;
- Стив Айзерман —  Вячеслав Быков —  Сергей Макаров.

## Приз «Фейр-плей»
| Приз фейр-плей на чемпионате мира по хоккею с шайбой 1989 г. |
| ------------------------------------------------------------ |
| Польша                                                       |